# Lycaugesia monostella
Lycaugesia monostella là một loài bướm đêm trong họ Noctuidae.